# Valle Castellana
Valle Castellana là một đô thị và thị xã của Ý. Đô thị này thuộc tỉnh Teramo trong vùng Abruzzo. Valle Castellana có diện tích 134 km2, dân số theo ước tính năm 2005 của Viện thống kê quốc gia Ý là 1158 người. Thị xã được đặt tên theo sông Tronto.
Các đơn vị dân cư:
Đô thị Valle Castellana giáp với các đô thị: Accumoli, Acquasanta Terme, Amatrice, Arquata del Tronto, Ascoli Piceno, Campli, Civitella del Tronto, Rocca Santa Maria, Torricella Sicura.